# Lophaxius rathbunae
Lophaxius rathbunae är en kräftdjursart som beskrevs av Brian Frederick Kensley 1989. Lophaxius rathbunae ingår i släktet Lophaxius och familjen Calocarididae. Inga underarter finns listade i Catalogue of Life.